# Bogertophis
Bogertophis is een geslacht van slangen uit de familie toornslangachtigen (Colubridae) en de onderfamilie Colubrinae.

## Naam en indeling
De wetenschappelijke naam van de groep werd voor het eerst voorgesteld door Herndon Glenn Dowling, Jr en Robert M. Price in 1988. Er zijn twee soorten, de Transpecos-rattenslang wordt daarnaast verdeeld in twee ondersoorten. Alle soorten en ondersoorten zijn rond het jaar 1900 wetenschappelijk beschreven. De wetenschappelijke geslachtsnaam Bogertophis is een eerbetoon aan Charles Mitchill Bogert.

### Soorten
Het geslacht omvat de volgende soorten, met de auteur en het verspreidingsgebied.
| Naam                                             | Auteur         | Verspreidingsgebied                                                                     |
| ------------------------------------------------ | -------------- | --------------------------------------------------------------------------------------- |
| Bogertophis rosaliae                             | Mocquard, 1899 | Verenigde Staten (Californië), Mexico (Baja California Sur)                             |
| Transpecos-rattenslang (Bogertophis subocularis) | Brown, 1901    | Verenigde Staten (New Mexico, Texas), Mexico (Chihuahua, Coahuila, Durango, Nuevo León) |

## Verspreiding en habitat
De soorten komen voor in delen van Noord-Amerika en leven in de landen Mexico (Baja California Sur, Chihuahua, Coahuila, Durango, Nuevo León) en de Verenigde Staten (Californië, New Mexico, Texas)
De habitat bestaat uit rotsige omgevingen, scrubland en zowel gematigde als hete woestijnen.

## Beschermingsstatus
Door de internationale natuurbeschermingsorganisatie IUCN is aan beide soorten een beschermingsstatus toegewezen. De slangen worden beschouwd als 'veilig' (Least Concern of LC).